# Les Cinq Cents Millions de la Bégum
 (septembre 2018).
Si vous disposez d'ouvrages ou d'articles de référence ou si vous connaissez des sites web de qualité traitant du thème abordé ici, merci de compléter l'article en donnant les références utiles à sa vérifiabilité et en les liant à la section « Notes et références ».
Les Cinq Cents Millions de la Bégum est un roman de Jules Verne, paru en 1879, mettant en scène une utopie et une dystopie par le biais de deux cités bâties sur des principes très différents, l'une par un Français, l'autre par un Allemand, qui héritent de la fortune colossale d'une Bégum. L'ouvrage présente aussi des traits de roman d'anticipation et d'espionnage.

## Le roman
Écrit à partir d'un manuscrit de Paschal Grousset intitulé L'Héritage de Langevol, le roman paraît d'abord en feuilleton dans le Magasin d'éducation et de récréation en 1879, avant d'être repris en volume chez Hetzel, éditeur attitré de Verne. Avec cet ouvrage, Verne signe à la fois son premier et son meilleur roman de politique-fiction.
L’œuvre est très marquée par le contexte qui suit la Guerre franco-allemande de 1870. En effet, en 1871, l'Empire allemand a annexé l'Alsace et une partie de la Lorraine. Elle oppose deux personnages principaux : Marcel, un Alsacien francophile, généreux et idéaliste, qui veut construire avec son parrain France-Ville, une cité où, par la doctrine hygiéniste, il fera bon vivre. Face à lui, le Dr Schultze, un universitaire allemand habité par une volonté de puissance sans limite, bâtit quant à lui Stahlstadt (la Cité de l'acier), dans le but de construire un canon qui détruira France-Ville et permettra de soumettre le monde.

### Thèmes de l’œuvre
Le livre de Verne offre une description du monde des mines de charbon, qui rappelle un autre roman centré sur ce thème, Les Indes noires, et sur la sidérurgie. Par ailleurs, Verne y développe deux visions du monde, à travers d'une part la question de l'urbanisme, d'autre part celle du système de formation. En effet, on trouve dans le livre une réflexion sur l'urbanisme utopique derrière l'opposition des théories hygiénistes du Dr Sarrasin et des théories productivistes et racistes du Dr Schultze. À travers des approches différentes de l'habitat de masse, ce sont deux visions de l'avenir qui s'esquissent. Par ailleurs, Verne oppose aussi les systèmes d'éducation : d'un côté, le système français des grandes écoles (esquissé dans les premiers chapitres), de l'autre, celui de la formation professionnelle en usine telle qu'elle se pratique à Stahlstadt. On retrouve d'ailleurs ce thème de la formation technique et de sa valeur intrinsèque dans la formation morale de l'individu dans un autre roman de Jules Verne, L'Étoile du sud.
Herr Schultze est empreint d'hégémonie germanique et de sa soif de domination. En effet, selon Schulze, la race germanique est supérieure à toutes les autres races et France-Ville, construite par le docteur français Sarrasin, doit être détruite. La censure ne s'y est d'ailleurs pas trompée : ce roman est le seul de Jules Verne inclus dans la liste Otto, qui répertorie les « Ouvrages retirés de la vente par les éditeurs ou interdits par les autorités allemandes ».

## Résumé
Un Français, le docteur François Sarrasin, et un Allemand, le professeur Schultze, sont tous deux héritiers d'une fortune de 500 millions de francs-or, léguée par une richissime Bégum. Avec sa part, Sarrasin construit France-Ville dans l’État de l'Oregon, aux États-Unis, une ville idéale basée sur les plus récentes conceptions d'urbanisme et d'hygiène (conceptions strictes aux allures utopiques) ; Schultze, lui, choisit de construire Stahlstadt — la « Cité de l'Acier » — une gigantesque usine sidérurgique située près de France-Ville.
Marcel, le courageux fiancé alsacien de la fille de Sarrasin, part espionner la Cité de l'Acier en tant que simple ouvrier de nationalité suisse, mais ses talents le feront grimper dans la hiérarchie de l'usine, jusqu'à devenir le dessinateur adjoint de Schultze, qui finit par lui confier son projet secret de détruire France-Ville avec un gigantesque canon de son invention.

### Déroulement
Le roman commence dans la chambre d'hôtel du docteur, à Brighton. Son fils, Octave, est un étudiant moyen de l'École centrale. Il s'est lié d'amitié avec Marcel Bruckmann, qui fait lui de brillantes études et joue le rôle de mentor auprès d'Octave. En apprenant la nouvelle de l'héritage de son père, Octave est rempli de joie, alors que Marcel est plus réservé sur cette nouvelle.
Pendant ce temps, le docteur Sarrasin, toujours à Brighton, décide d'utiliser l'argent pour la construction d'une cité modèle basée sur les principes scientifiques, France-Ville. La nouvelle de cet héritage se répand dans l'Europe et jusqu'au professeur Schultze, professeur allemand antifrançais, qui prétend lui aussi à l'héritage. En se rendant en Angleterre, un accord est trouvé : l'héritage est divisé entre les deux hommes.
Cinq ans plus tard, Johann Schwartz (en fait Marcel Bruckmann qui se fait passer pour Suisse) se fait engager comme ouvrier à Stahlstadt, la Cité de l'Acier, résidence personnelle du professeur Schultze. Stahlstadt est une ville-forteresse consacrée à l'industrie lourde sidérurgique : fabrication de locomotives, de machines à vapeur et de canons. Par son travail appliqué, Marcel s'élève de poste en poste et réussit à devenir le collègue de travail et confident du professeur allemand. Mis au défi de prouver la réelle inventivité allemande lors d'une de leurs conversations, Schultze lui dévoile son projet ultra-secret : il veut détruire France-Ville grâce à un nouveau canon à longue portée tirant un énorme obus à gaz. Aussitôt, Marcel est condamné à mort par le professeur pour avoir eu connaissance de son macabre projet.
Marcel s'échappe alors de Stahlstadt et part prévenir France-Ville du plan machiavélique du professeur Schultze quelques heures avant sa destruction, mais l'obus tiré par le canon de Stahlstadt et destiné à détruire France-Ville a acquis une telle vitesse qu'il ne peut retomber : il devient le premier satellite artificiel de la Terre.
Quelques jours plus tard, la Bourse de San Francisco annonce que Stahlstadt ne paie plus ses créanciers, faute d'argent. De plus, le professeur est annoncé disparu. Marcel, accompagné d'Octave, se rend à Stahlstadt, désormais vide, pour essayer de comprendre ce qu'il est advenu du professeur. Ils découvrent ce dernier mort, tué accidentellement par un de ses engins de destruction.
Marcel propose alors de reprendre Stahlstadt et d'en faire un centre de production pour les industries utiles, qu'il dirigerait.
Marcel épouse finalement la fille du docteur et devient ainsi un membre à part entière de la famille.

## Liste des personnages
Personnages principaux
- Docteur François Sarrasin, connu sous le titre de baronnet Bryah Jowahir Mothooranath ;
- Octave Sarrasin, fils du docteur Sarrasin ;
- Marcel Bruckmann, ami d'Octave, connu sous le pseudonyme de Johann Schwartz ;
- Mr. Sharp, solicitor britannique, chargé d'attribuer l'héritage de la Begum ;
- Professeur Schultze.

## Les deux villes

### Stahlstadt

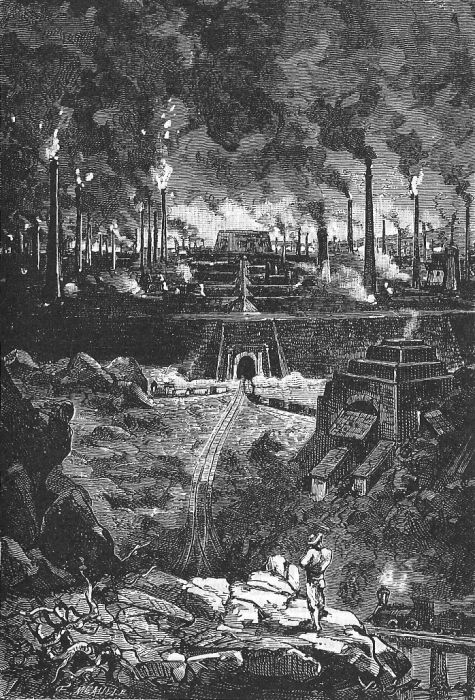
Stahlstadt. Gravure de Léon Benett pour l'édition originale de 1879.

Stahlstadt est la ville construite par le professeur Schultze avec sa part de l'héritage de la Bégum. Le lecteur découvre la ville par le biais de Johann Schwartz, alias Marcel Bruckmann, qui enquête sur Stahlstadt, tout en se faisant passer pour un ouvrier suisse cherchant du travail.
La cité est bâtie entre des montagnes où le minerai de fer et le charbon sont abondants. Elle constitue une immense usine sidérurgique, extrayant sur place les matériaux nécessaires à la production d'acier, pour fabriquer des machines à vapeur de tout type et des canons, dont la production est tenue secrète. Cette usine est protégée, fortifiée et organisée de façon militaire, tout accès y est limité, et tout déplacement nécessite une autorisation. À l'exception des employés du secteur A et du bloc central, qui résident sur place et ne peuvent en sortir, les autres ouvriers n'habitent pas dans la ville mais dans des villages situés à l'extérieur de l'enceinte.
Le bloc central où se trouve la tour du Taureau est la résidence du professeur Schultze ainsi que l'endroit où ce dernier dissimule ses armes les plus secrètes. La tour est entourée par une forêt tropicale chauffée grâce à une houillère en combustion permanente. Cette forêt contraste avec le reste de la ville qui semble dépourvu de végétation.

### France-Ville

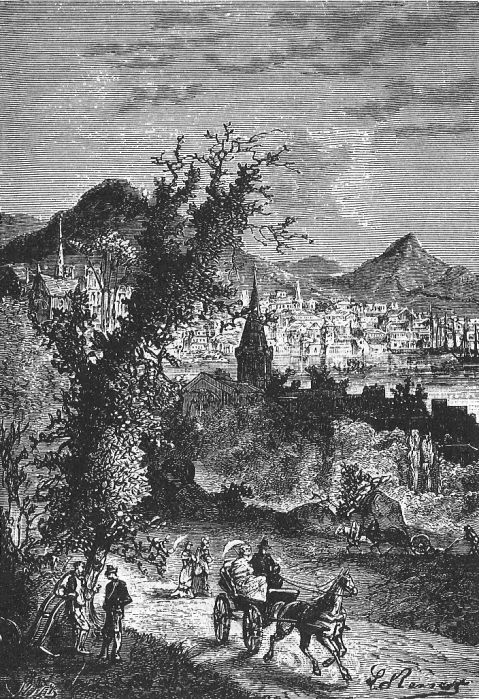
France-Ville. Gravure de Léon Benett pour l'édition originale de 1879.

France-Ville apparaît dans le roman comme une cité idéale basée sur les règles de l'hygiène, chères au docteur Sarrasin. Elle se trouve au bord de l'océan Pacifique, dans l’État de l'Oregon, aux États-Unis.
La description de France-Ville est principalement faite dans le chapitre 10, à travers la copie d'un article d'une revue allemande, l'Unsere Centurie (« Notre siècle »). Bien que paru dans une revue d'esprit germanique, l'article est néanmoins élogieux pour France-Ville. De cette manière, l'auteur montre que la ville imaginée par le docteur français est au-dessus des nationalismes et qu'elle s'impose comme une « cité modèle » pour tout le monde. C'est là une idée novatrice pour un roman publié en 1878.
L'emplacement n'a pas été laissé au hasard. Il se fonde sur des considérations scientifiques, de manière à assurer un cadre de vie idéal : proximité de l'océan, présence d'une rivière et des montagnes qui arrêtent les vents. Le fait qu'il s'agit d'une ville nouvelle a permis de planifier entièrement la cité avant sa construction, en dessinant un plan rationnel et en choisissant les matériaux pour leurs qualités physiques. Ainsi les rues sont tracées à angle droit et sont séparées par des intervalles réguliers. La construction des maisons — une par famille — se fait sans plan imposé pour éviter une « uniformité fatigante et insipide », mais elle est régie par dix règles que les architectes sont tenus de respecter. Côté matériaux, les maisons sont en briques creuses de manière procurer une isolation thermique et sonore.
L'hygiène conditionne la vie dans la cité. Tapis et papiers peints sont proscrits des maisons (règle 8) car ils sont, d'après le narrateur, des « nids à miasmes ». La chambre à coucher, pièce où l'on passe le plus de temps, doit être correctement meublée et « ne doit servir qu’au sommeil ». Les enfants, scolarisés dès l'âge de quatre ans, sont éduqués pour rester toujours propres : « Ils [les enfants] considèrent une tache sur leurs simples habits comme un déshonneur véritable. » Un réseau d'égouts est mis en place ; la qualité de l'approvisionnement est surveillée pour ne pas vendre de nourriture avariée. Toutes ces mesures sanitaires font de France-Ville la cité qui présente le taux de mortalité le plus faible du pays, et la ville compte peu d'hôpitaux.
Ces considérations sur l'hygiène sont un reflet des découvertes de Louis Pasteur sur les microbes (Jules Verne emploie le terme devenu désuet de « miasmes »), contemporaines de l'écriture du roman. De la même façon, afin de prévenir toute contagion, les éventuels malades sont isolés; les hôpitaux, décentralisés, n'hébergent qu'un nombre réduit de patients, et ils sont construits en bois et brûlés chaque année pour être reconstruits vierges de toute contamination.
L'environnement est respecté et la nature occupe une place importante dans la cité. Ainsi, la hauteur des maisons ne peut dépasser deux étages, pour ne pas accaparer l'air et la lumière (règle 2). Les maisons sont espacées entre elles et chacune possède son jardin particulier (règle 1). De même, des arbres sont plantés de part et d'autre des rues, et chaque carrefour a un jardin public. La règle 10 est même une véritable règle écologique avant l'heure : les fumées sont « dépouillées des particules de carbone qu'elles emportent ».
En ce qui concerne la vie civique, n'importe qui peut vivre à France-Ville à condition d'être « apte à exercer une profession utile ou libérale, dans l’industrie, les sciences ou les arts, de s’engager à observer les lois de la ville. Les existences oisives n’y seraient pas tolérées ». L'industrie et le commerce y sont également libres. La vie politique de la cité est affaire de tous ses habitants, qui se réunissent lors de conseils pour débattre (dans un calme total) des décisions à prendre pour leur ville.
On relève dans le roman des remarques racistes, assez communes dans la deuxième moitié du XIXe siècle : comment tenir à l'écart les coolies chinois qui construisent la ville idéale réservée aux blancs (chap. X), ou encore des remarques sur « les gros nez… », « … l’éternelle aspiration des races jaune ou noire vers la couleur des faces pâles (chap. XI) ». France-Ville reste cependant une utopie, un modèle de ville idéale pour Jules Verne .

### Différences entre les deux cités
Sur le plan de la structure et de la fonction, Stahlstadt est une ville-usine, alors que France-Ville est une véritable ville. La construction de la Cité de l'Acier s'est faite naturellement dans un lieu où le minerai est présent, alors que France-Ville est construite de manière à avoir le meilleur cadre de vie. L'architecture des deux villes est totalement différente : Stahlstadt est ronde, construite autour de la tour du Taureau et autour des usines qui sont divisées en secteurs rayonnants, séparés entre eux par une enceinte. France-Ville est construite de manière rationnelle autour des habitations et des maisons de ses habitants. Les rues y sont perpendiculaires et régulières.
La philosophie de chacune de ces villes les oppose : à Stahlstadt les ouvriers forgent des canons, symboles de mort. Les ouvriers meurent dans les mines afin d'extraire le charbon : ainsi, le mari et le fils de Madame Bauer. France-Ville applique des préceptes qui visent à garder ses citoyens le plus longtemps en vie avec un mode de vie hygiénique. D'un point de vue civique, France-Ville n'est pas rattachée à son fondateur (France-Ville est créée par un comité), l'ensemble des citoyens participe à la vie politique de la ville. À l'opposé, Stahlstadt est centralisée à l'extrême sous la coupe du professeur allemand. Lorsque celui-ci meurt, la ville meurt aussi avec lui. France-Ville n'est pas aussi dépendante de son créateur.

## Liste des chapitres
1. Où Mr. Sharp fait son entrée
2. Deux copains
3. Un fait divers
4. Part à deux
5. La Cité de l'Acier
6. Le puits Albrecht
7. Le bloc central
8. La caverne du dragon
9. « P.P.C. »
10. Un article de l’Unsere Centurie, revue allemande
11. Un dîner chez le docteur Sarrasin
12. Le Conseil
13. Marcel Bruckmann au professeur Schultze, Stahlstadt
14. Branle-bas de combat
15. La Bourse de San Francisco
16. Deux Français contre une ville
17. Explications à coups de fusil
18. L'amande du noyau
19. Une affaire de famille
20. Conclusion

## Adaptations cinématographiques
- Les 500 Millions de la Bégum par Michel Verne, L’Éclair, 1919[4]